# Mumintrollens farliga midsommar
Mumintrollens farliga midsommar (finska: Muumi ja vaarallinen juhannus) är en finsk dockfilm från 2008 i regi av Maria Lindberg. Filmen är baserad på Tove Janssons roman Farlig midsommar. Den hade premiär i Sverige den 13 februari 2008.
Filmen är en hopklippt, restaurerad och 3D-versionerad omarbetning av 12 sammanhörande avsnitt ur den polska TV-serien Mumintrollen från sent 1970-tal. 2010 gjordes en till långfilm på samma sätt, Mumintrollet och kometjakten.

## Röstskådespelare
| Roll           | Svensk röst         | Finsk röst       |
| -------------- | ------------------- | ---------------- |
| Berättare      | Mark Levengood      | Tapani Perttu    |
| Mumintrollet   | Markus Riuttu       | Jasper Pääkkönen |
| Muminpappan    | Frank Skog          | Tapani Perttu    |
| Muminmamman    | Maria Sid           | Johanna Viksten  |
| Lilla My       | Joanna Wingren      | Outi Alanen      |
| Misan          | Joanna Wingren      | Elsa Saisio      |
| Homsan         | Marcus Groth        | Ilpo Mikkonen    |
| Emma           | Johanna af Schultén | Leena Rapola     |
| Snusmumriken   | Marcus Groth        | Taneli Mäkelä    |
| Parkvakten     | Max Bremer          | Jarmo Koski      |
| Fångvakten     | Birthe Wingren      | Vuokko Hovatta   |
| Filifjonkan    | Johanna af Schultén | Leena Rapola     |
| Mymlans dotter | Birthe Wingren      | Vuokko Hovatta   |

- Röstregi – Iivo Barić (finska), Elisabeth Öhman (svenska)[13][14]

### Fotnoter
1. 1 2 3 4 5 6 7 8 9 10 11 12 13 14 15  Muumi ja vaarallinen juhannus, Elonet (på finska), läs online, läst: 12 december 2022.[källa från Wikidata]
2. 1 2 3 4 5  Mumintrollens farliga midsommar, Svensk Filmdatabas, läs online, läst: 12 december 2022.[källa från Wikidata]
3. ↑  Muumi ja vaarallinen juhannus (på engelska), Internet Movie Database, 18 april 2008, läs online, läst: 12 december 2022.[källa från Wikidata]
4. ↑  Mummitrollets farlige midtsommer (på norska), Filmfront, läs online, läst: 12 december 2022.[källa från Wikidata]
5. ↑  Mumitroldene: Farlig midsommer (på danska), Danska filminstitutet, läs online, läst: 12 december 2022.[källa från Wikidata]
6. ↑  Lato Muminków (på polska), Filmweb, läs online, läst: 12 december 2022.[källa från Wikidata]
7. ↑  Muumi ja vaarallinen juhannus, LUMIERE (på estniska), läs online, läst: 12 december 2022.[källa från Wikidata]
8. ↑  Muumi ja vaarallinen juhannus (på finska), Internet Movie Database, 18 april 2008, läs online, läst: 12 december 2022.[källa från Wikidata]
9. ↑  Die Mumins - Verrückte Sommertage im Mumintal (på tyska), Filmdienst, läs online, läst: 12 december 2022.[källa från Wikidata]
10. ↑  映画アニメ 劇場版 ムーミン パペット・アニメーション ～ムーミン谷の夏まつり～ (2008)について 映画データベース (på japanska), allcinema, läs online, läst: 12 december 2022.[källa från Wikidata]
11. ↑  JeanDavid Blanc, Moomin et la folle aventure de l'été, AlloCiné (på franska), läs online, läst: 12 december 2022.[källa från Wikidata]
12. ↑  ”Mumintrollens farliga midsommar biopremiär”. Finlands ambassad i Haag. 1 augusti 2009. http://www.finlande.nl/public/default.aspx?contentid=157897&nodeid=35916&contentlan=3&culture=sv-FI. Läst 20 februari 2017.
13. 1 2 3  ”Mumintrollens farliga midsommar (2008) - SFdb”. https://www.svenskfilmdatabas.se/sv/item/?type=film&itemid=67483. Läst 27 januari 2023.
14. 1 2  Maria Lindberg (2008). Muumi ja vaarallinen juhannus. https://elonet.finna.fi/Record/kavi.elonet_elokuva_1438558. Läst 27 januari 2023